# Edward James Saunderson
Edward James Saunderson (1er octobre 1837 - 21 octobre 1906) est un propriétaire terrien anglo-irlandais et un éminent homme politique unioniste irlandais. Il dirige le Parti unioniste irlandais entre 1891 et 1906. 

## Jeunesse et famille

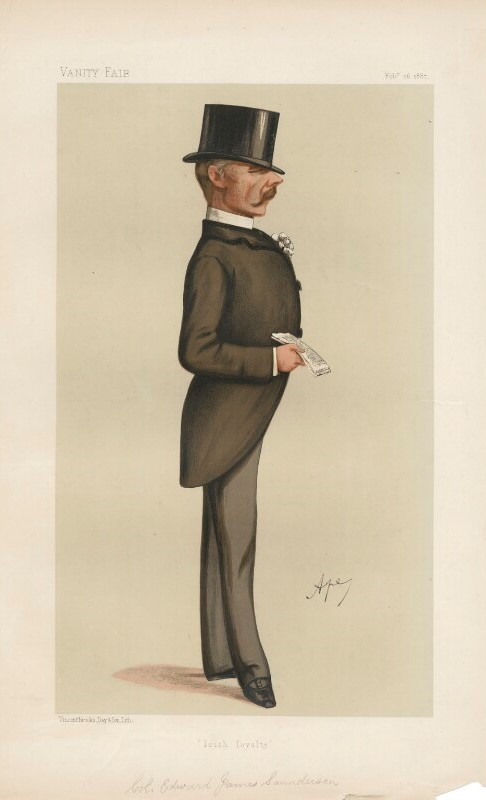
"Loyauté irlandaise". Caricature de ' Ape ' publiée dans Vanity Fair en 1887.

Saunderson est né au siège familial de Castle Saunderson, près de Belturbet dans le comté de Cavan. Il est le fils cadet du colonel Alexander Saunderson, qui est député conservateur de Cavan, et de Sarah Juliana Maxwell, fille d'Henry Maxwell (6e baron Farnham). Les Saunders irlandais sont une branche d'une vieille famille, originaire de Durham, les Saundersons de Saxby, portant les titres de vicomte Castleton (Pairie d'Irlande, créé en 1628) et de baron Saunderson (Pairie de Grande-Bretagne, créé en 1714) jusqu'en 1723. Il fait ses études à l'étranger, principalement à Nice avec des tuteurs privés, et hérite des propriétés du comté de Cavan de son père après sa mort en 1857. 
Le 22 juin 1865, il épouse Helena Emily de Moleyns, une fille de Thomas de Moleyns (3e baron Ventry). Ensemble, le couple a quatre fils et une fille. Deux de ses fils sont officiers de l'armée britannique. En 1947, son petit-fils, Alexander, épouse la princesse Louise, arrière-petite-fille de la victime du Titanic, John Jacob Astor IV, et l'ex-femme de deux princes géorgiens Mdivani différents. 
Dans sa vie privée, Saunderson est bien connu comme un passionné de plaisance, et son caractère est profondément marqué par un sentiment religieux sévère. Il est un fervent anglican évangélique. 

## Carrière
Il est élu pour la première fois au Parlement du Royaume-Uni en tant que député libéral palmerstonien de Cavan en 1865. En 1869, il est devenu conservateur. En plus de s'opposer au démantèlement de l'église irlandaise en 1869, il donne par ailleurs peu de signes d'intérêt politique ou d'activité à ce stade. Saunderson perd son siège face aux candidats de la Home Rule League, Joseph Biggar et Charles Joseph Fay, lors des élections générales de 1874. En 1885, il se présente de nouveau au Parlement et est élu conservateur pour la circonscription de North Armagh. Il est devenu une figure éminente de l'Ordre d'Orange et du mouvement politique unioniste. Il conserve son siège à North Armagh aux élections de 1886. Il participe ensuite à l'organisation de la création du Parti unioniste irlandais, un parti politique qui cherche à unir le mouvement unioniste à travers l'Irlande. Il est devenu le premier chef de l'IUA en 1891, poste qu'il occupe jusqu'à sa mort. Saunderson est connu pour ses discours intransigeants à la Chambre des communes, et il est surnommé "le Derviche Dansant" par des amis et des opposants. Il est investi en tant que membre du Conseil privé en 1898 en reconnaissance de son service politique. 
Saunderson entre dans la milice Cavan (4e bataillon Royal Irish Fusiliers) en 1862 et est nommé major en 1875. Il devient colonel en 1886 et commande le bataillon de 1891 à 1893. En mars 1893, Saunderson est l'un des signataires du manifeste de l'Ulster Defence Union, lancé pour organiser la résistance au Second Home Rule Bill de 1893. 
Il est juge de paix et lieutenant adjoint de Cavan et est nommé haut shérif de Cavan en 1859. Il est le grand maître de l'Orange Order Lodge à Belfast de 1901 à 1903. Il meurt d'une pneumonie en 1906 et une statue, érigée par souscription publique, est dévoilée à Portadown en 1910. 